# Iris (cantante)
Iris o Airis, pseudonimo di Laura van den Bruel (Morkhoven, 19 gennaio 1995), è una cantante belga.
Comincia la sua carriera da ragazzina, a soli 15 anni. Nel 2012 ha rappresentato il suo paese, il Belgio, all'Eurovision Song Contest 2012, non riuscendo però a qualificarsi in finale.

## Discografia

### Singoli
- Wonderful (2010) - #5 (Olanda)